# Tempo d'amore
Tempo d'amore (Ça n'arrive qu'aux autres) è un film del 1971 diretto da Nadine Trintignant.

## Trama
Catherine e Marcello formano una coppia molto unita, la loro vita e il loro mondo ruotano attorno alla figlia Camille di 9 mesi. Quando lei muore entrambi i genitori non accettano questa tragedia e si rinchiudono nel loro appartamento. Dopo un lungo periodo in cui solo Catherine usciva di tanto in tanto dalla casa, decidono di abbandonare tutto e partire. Durante questo viaggio sembra che in loro ritorni la voglia di vivere ma un mattino ritrovano una vecchia foto dimenticata e ritorna il ricordo della figlia morta.